# Serghei Hlebnikov
Serghei Hlebnikov (n. 27 august 1955, Sortavala⁠(d), Republica Socialistă Sovietică Carelo-Finică, URSS – d. 12 iunie 1999, Moscova, Rusia) a fost un patinator de viteză ce a reprezentat Uniunea Republicilor Sovietice Socialiste, medaliat olimpic. A participat la 2 ediții ale Jocurilor Olimpice (1980, 1984) în care a câștigat două medalii de argint.